# Exidmonea triforis
Exidmonea triforis är en mossdjursart som först beskrevs av Heller 1867.  Exidmonea triforis ingår i släktet Exidmonea och familjen Tubuliporidae. Inga underarter finns listade i Catalogue of Life.